# Martin Litsch

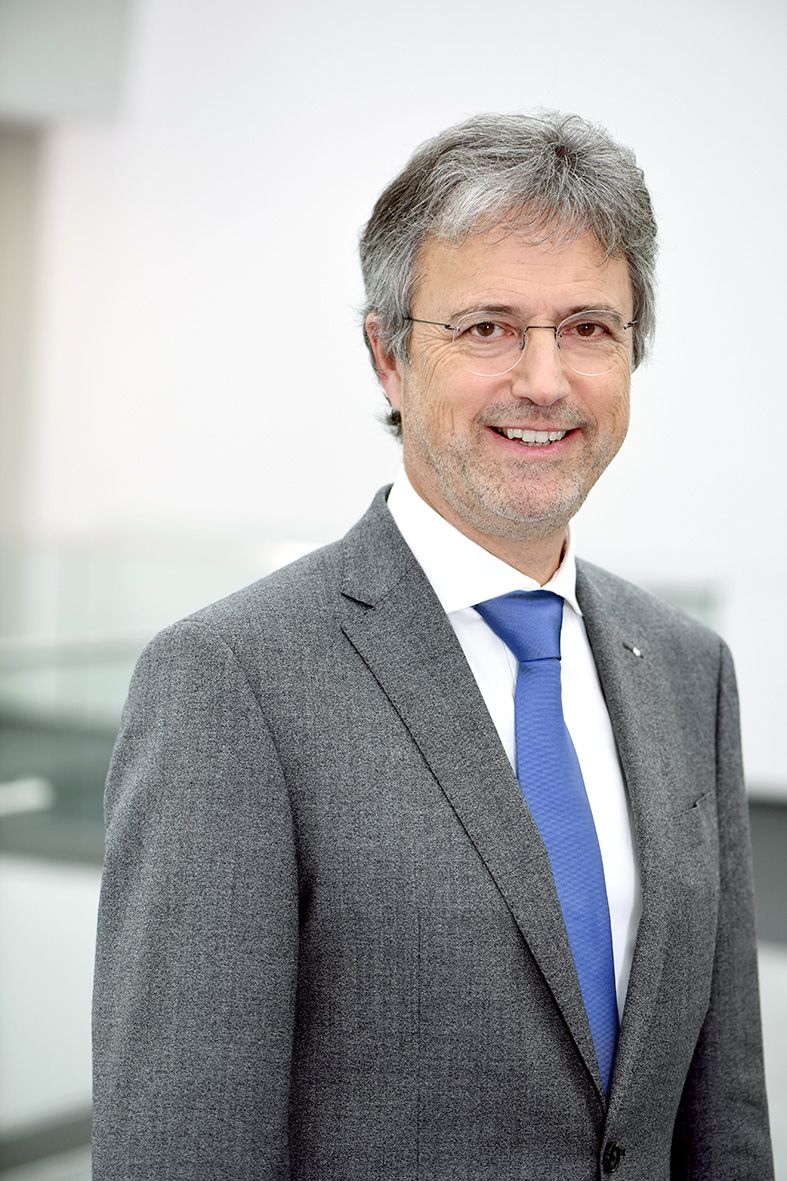
Martin Litsch (2016)

Martin Litsch (* 21. Juni 1957 in Trier) ist ein deutscher Manager im Bereich der Gesetzlichen Krankenkassen.

## Leben
Litsch studierte in seiner Geburtsstadt Trier Soziologie und Volkswirtschaftslehre. Seine erste berufliche Station war die Universität Trier, an der er als wissenschaftlicher Mitarbeiter beschäftigt war. Im Jahre 1989 wechselte Litsch zum Wissenschaftlichen Institut der AOK (WIdO). Dort leitete er Projekte zur Arzneimittelmarktforschung, zum Krankenhaus und zu anderen Versorgungsfragen; 1998 übernahm er die Institutsleitung.
Nach weiteren Stationen im AOK-Bundesverband als Leiter des Change-Managements und als Geschäftsführer der AOK Consult wurde Litsch 2002 zunächst Bevollmächtigter und ab 2008 Vorstandsvorsitzender der AOK Westfalen-Lippe. Unter seiner Leitung fusionierte die AOK Westfalen-Lippe mit der AOK Schleswig-Holstein im Jahre 2010 zur AOK Nordwest.
Im Juli 2015 übernahm Litsch nach dem Ausscheiden der Vorstände Jürgen Graalmann und Uwe Deh zusammen mit dem Vorstandsvorsitzenden der AOK Nordost, Frank Michalak, kommissarisch die Leitung des AOK-Bundesverbandes in Berlin-Mitte. Am 26. November 2015 wurde er vom Aufsichtsrat des Verbandes zum Geschäftsführenden Vorstandsvorsitzenden gewählt. In dieser Position war er vom 1. Januar 2016 bis zu seinem Ausscheiden aus Altersgründen am 31. Dezember 2021 tätig.
Litsch ist Mitglied des Kuratoriums der Weissen Liste. Er ist mit einer Psychologin verheiratet und hat zwei erwachsene Söhne.